# Marcin Kudełka

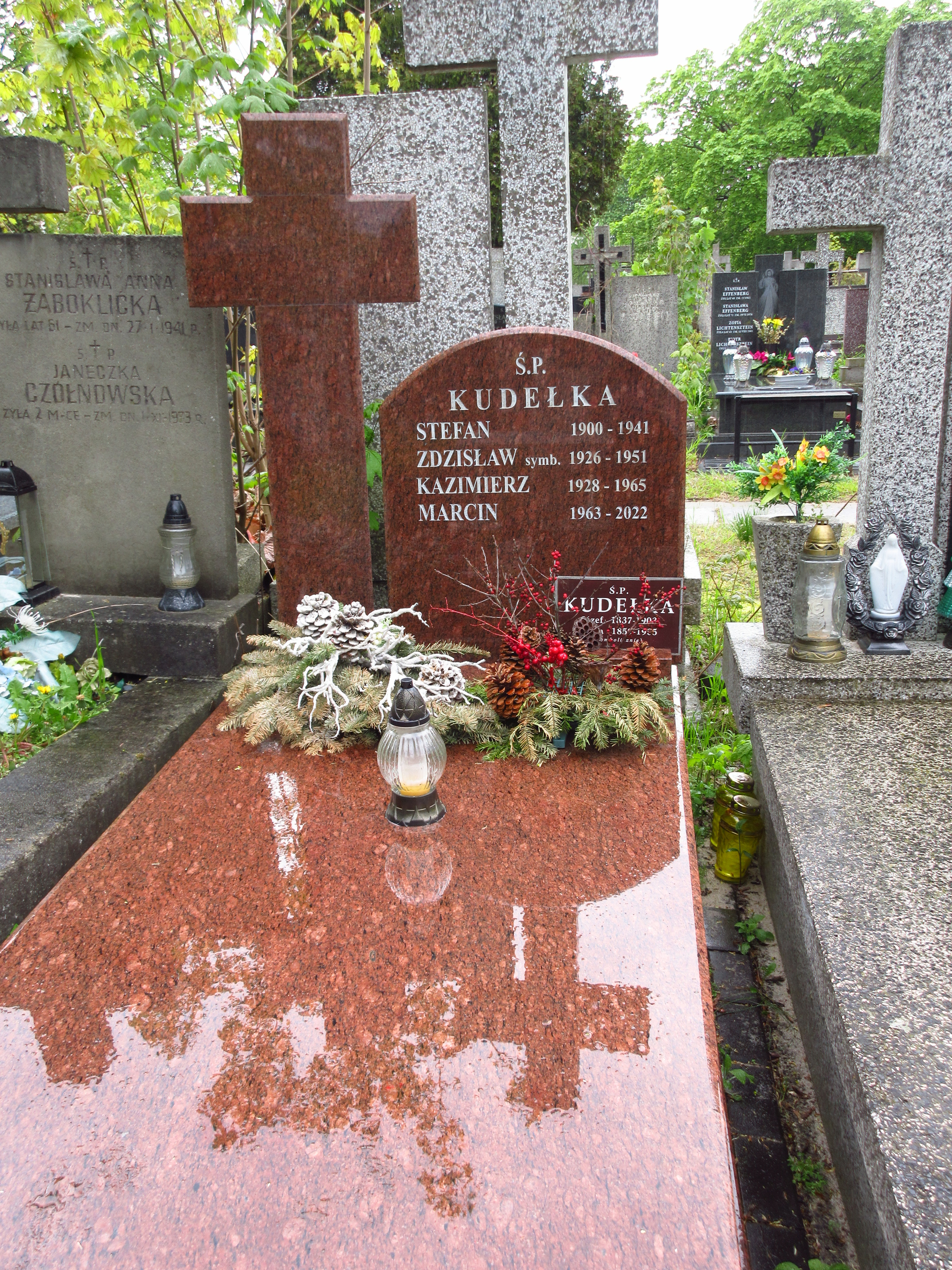
Grób Marcina Kudełki na Cmentarzu Bródnowskim.

Marcin Kudełka (ur. 5 października 1963 w Warszawie, zm. 24 listopada 2022 w Sopocie) – polski aktor filmowy, dubbingowy, teatralny i telewizyjny oraz lektor. Absolwent PWST w Warszawie Wydział Sztuki Lalkarskiej w Białymstoku. Występował głównie w dubbingu i reklamach. Od 1987 roku pracował jako lektor. Śpiewał i grał w zespole Varsovia Manta. Pochowany na cmentarzu Bródnowskim w Warszawie (kwatera 54G-5-7).

## Filmografia

### Aktor
- 2012: Sztos 2 – wokalista w barze
- 2005: Niania – menedżer Piaska (odc. 46)
- 2004: Sztuka spadania
- 2004: Talki z resztą – przedstawiciel portalu ściąga.pl (odc. 3)
- 2003: Święta wojna – Maczu Pikczu (odc. 158)
- 2000: Wielkie rzeczy: System – technik
- 1999: Badziewiakowie – Maciasek
- 1980: Dom – Gienek Popiołek (odc. 1-4)
- 1984: 111 dni letargu
- 1983: Dzień kolibra – jeden z chuliganów (blondynek)
- 1979: Droga daleka przed nami

### Polski dubbing
- 2006: Kaczor Donald przedstawia – narrator
- 2004: Nascar 3D – Chad Knaus, spiker telewizyjny
- 2001–2002: Café Myszka – narrator
- 1999–2000: Produkcje Myszki Miki – narrator
- 1998–2001: A to histeria! –Tost
- 1998: Książę Egiptu –
  - Mojżesz,
  - Bóg
- 1998: Król lew II: Czas Simby – dorosły Kovu
- 1998: Rudolf, czerwononosy Renifer – dorosły Rudolf
- 1997–2006: Bukolandia – Bulber
- 1997–2004: Johnny Bravo – Johnny Bravo
- 1997: Koty nie tańczą – Danny
- 1996–1997: Kacza paczka –
  - prezenter radiowy (odc. 3),
  - Rocky Rakieta Dławik (odc. 7)
- 1995: Goofy na wakacjach – Max (śpiew)
- 1995: Zakochany pingwin – Hubie
- 1991–1997: Rupert
- 1992–1997: X-Men – Arkon
- 1995: 101 dalmatyńczyków (druga wersja dubbingowa) – Pongo